# Planet Funk
Planet Funk es una banda italiana de música electrónica.
Los miembros son Sergio Della Monica, Alex Neri, Domenico GG Canu, Marco Baroni y Alex Uhlmann, además de una serie de cantantes invitados en la colaboración, entre ellos Dan Black, Sally Doherty, Raíz, Giuliano Sangiorgi y John Graham también conocido como Quivver. Hasta el 2005, Alessandro Sommella fue parte de la banda conocido como el extra miembro fantasma. Alex Uhlmann se integró en noviembre de 2010 como vocalista y miembro estable de la banda.

## Historia
Su primer sencillo, Chase the Sun, alcanzó el número cinco en el UK Singles Chart en el año 2001. La canción ha disfrutado de un aumento de la popularidad desde que comenzaron a utilizar Sky Sports durante su cobertura del principal torneo Professional Darts Corporation. A las multitudes en los lugares se les anima a cantar junto con la canción durante los anuncios comerciales de los partidos, y la canción tiene un culto entre los aficionados. La canción es también conocida por ser cantada por los aficionados, en los juegos de club de fútbol de Australia, Newcastle Jets. 
El carnaval Melbourne spring racing usó la canción durante la publicidad de televisión promocional a fines del 2001. 
Su segundo sencillo, Inside All the People llegó al puesto #9 en el Italian singles charts, pero lo hizo mejor en el European dance charts. Su tercer sencillo fue Who Said (Stuck in the UK), que también obtuvo gran éxito comercial.
Son mezcladores, con su trabajo de más alto perfil con New Order en la canción Waiting for the Sirens' Call.
En mayo de 2006 se convirtieron en el primer grupo musical que lanza un sencillo exclusivamente para descargar al teléfono móvil, con el lanzamiento de Stop Me en la red móvil 3.
Su sencillo lanzado en el 2007, Static formó parte de su tercer álbum de estudio, Static, que a su vez, apareció en el FIFA 08. 
En 2009 lanzaron el sencillo Lemonade, que se destaca como la única canción nueva incluida en su nuevo álbum recopilatorio autotitulado.
En octubre de 2015, lanzaron el sencillo «We-People» que formará parte de su quinto álbum de estudio a editarse en los primeros meses del 2016.

## Discografía

### Álbumes
- Non Zero Sumness (2002)
- The Illogical Consequence (2005)
- Static (2006)
- Planet Funk - Best Of (2009)
- The Great Shake  (2011)

### Sencillos
- 2001: «Chase the Sun» - #5 UK, #61 ALE (2009), #93 SUI, #100 FR
- 2001: «Inside All the People»
- 2002: «Who Said (Stuck in the UK)» - UK 36
- 2003: «The Switch» - UK 52
- 2003: «Paraffin»
- 2003: «One Step Closer» (con Simple Minds)
- 2005: «Stop Me»
- 2005: «Everyday»
- 2006: «It's Your Time»
- 2007: «Static»
- 2009: «Lemonade» (2009)
- 2011: «Another Sunrise»
- 2011: «You Remain»
- 2011: «These Boots Are Made For Walkin'»
- 2012: «Ora il mondo è perfetto» (con Giuliano Sangiorgi)
- 2015: «We-people»

## Videografía
- Chase The Sun (2001) - El vídeo es presentado en un hospital psiquiátrico que exhibe a pacientes con una variedad de síntomas catatónicos.
- Who Said (Stuck In The UK) (2002) - El vídeo musical fue realizado con un cantante (Dan Black), saltando alrededor de una habitación blanca con una banda tocando detrás de él, y el vídeo está grabado en blanco y negro.
- Stop Me (2004) - Este presentó un vídeo filmado en Guiyu, China (que parece ser un importante centro de reciclaje de desechos electrónicos), con un robot caminando por ahí. El robot parece entristecido por la destrucción de los productos electrónicos. El vídeo proporcionó una visión única de la transformación de las grandes cantidades de desechos electrónicos creados en Europa y los Estados Unidos.[4]